# Lake District

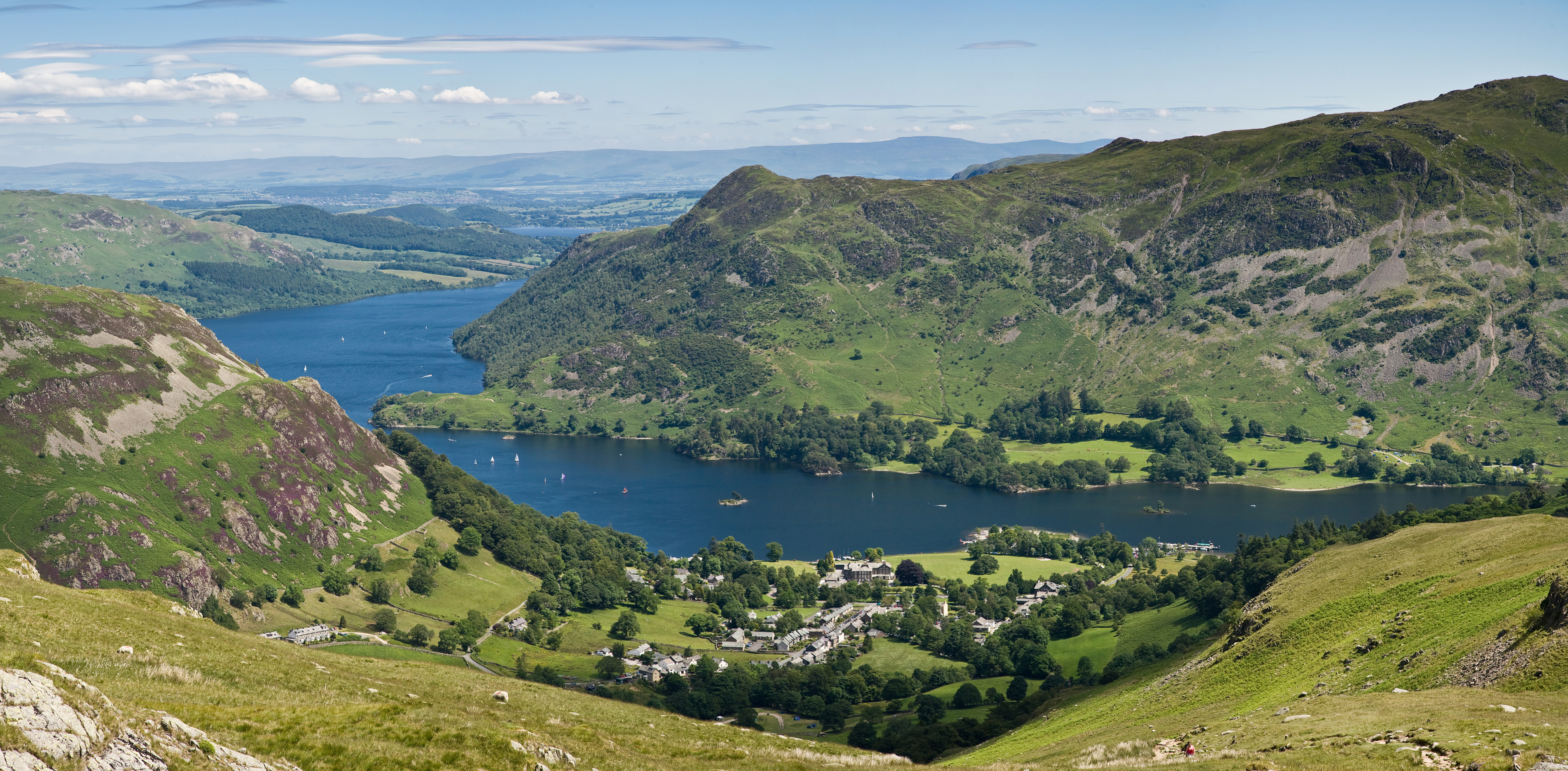
Il villaggio di Glenridding e l'Ullswater, il secondo lago per estensione del Lake District.

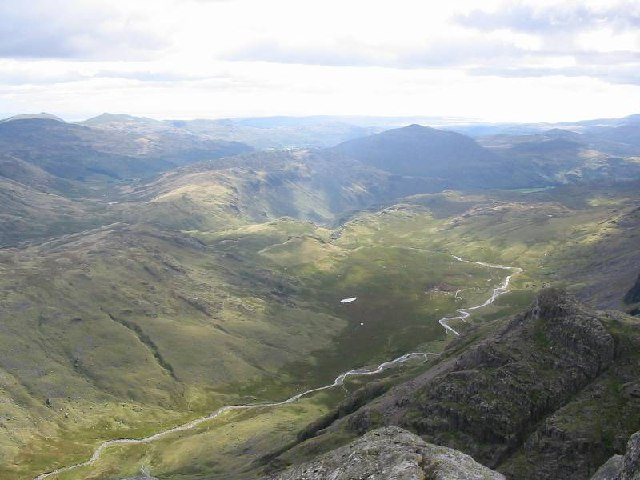
Vista panoramica della valle dell'Eskdale ripresa dalla cima III Crag (parte dello Scafell Pike). Oltre il fiume Esk si vedono le cime Harter Fell (a destra) e Hard Knott (a sinistra) e un piccolo lago di circo.

Il Lake District (Distretto dei Laghi), conosciuto anche come The Lakes o Lakeland, è una regione montuosa nel nord ovest dell'Inghilterra.
Nota località turistica, è famosa per i suoi laghi e le sue montagne (chiamate fells), i suoi legami con la poesia dell'inizio del XIX secolo, in particolare gli scritti di William Wordsworth e dei cosiddetti Poeti laghisti. La parte centrale della zona è la più visitata e fa parte del parco nazionale del Lake District, diventato Parco Nazionale nel posto. con il nome di Lake District National Park.
È il più grande dei tredici parchi nazionali d'Inghilterra e Galles e il secondo più grande del Regno Unito (dopo il Cairngorms National Park). Si trova interamente all'interno della attuale contea di Cumbria, che in passato era parte delle contee storiche del Cumberland, del Westmorland e del Lancashire. In Inghilterra tutte le terre di altitudine superiore ai tremila piedi sopra il livello del mare, fanno parte del Parco Nazionale, incluso lo Scafell Pike, la montagna più alta dell'Inghilterra. Ne fanno parte inoltre i laghi più profondi e più lunghi d'Inghilterra.
Il 9 luglio 2017 è stato inserito nella lista dei patrimoni dell'umanità dell'UNESCO.
Nonostante il nome, solo uno dei laghi nel Lake District in realtà si chiama "lake", il Bassenthwaite Lake, gli altri si chiamano "meres" (stagni), "waters" (acque), "tarns" (laghetti) o "reservoirs" (laghi artificiali).

## Geografia

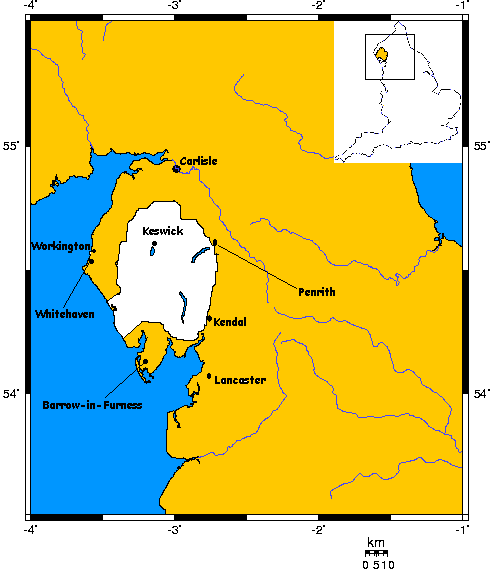
La posizione del Lake District, in bianco, nel nord dell'Inghilterra.

### Generale
Il Lake District ha una larghezza (est-ovest) di circa 53 km (33 mi) e una lunghezza (nord-sud) di circa 64 km (40 mi). Le sue caratteristiche sono il risultato dei periodi di glaciazione, il più recente dei quali è finito circa 10.000 anni fa. Ad essi si devono le ampie valli con sezione a U, scavate dal ghiaccio, molte delle quali sono ora riempite da laghi (a questi si deve il nome del parco). Le zone più elevate contengono numerosi circhi glaciali, che in genere contengono tarns (laghetti). I rilievi più alti sono rocciosi mentre le colline minori sono brughiere dove abbondano le felci e il brugo. Sotto la linea degli alberi, i boschi spontanei di quercia si estendono accanto a pinete del secolo XIX. Gran parte del territorio è spesso paludoso, a causa della forte piovosità. Il Lake District è uno dei parchi nazionali più popolati. La sua superficie totale è di circa 2 292 km² (885 mi²). Le montagne del Lake District sulle mappe sono spesso indicate col nome di "Cumbrian Mountains", anche se questa denominazione è ormai dimenticata e la zona è semplicemente indicata come "the Lake District".

### Nord ovest

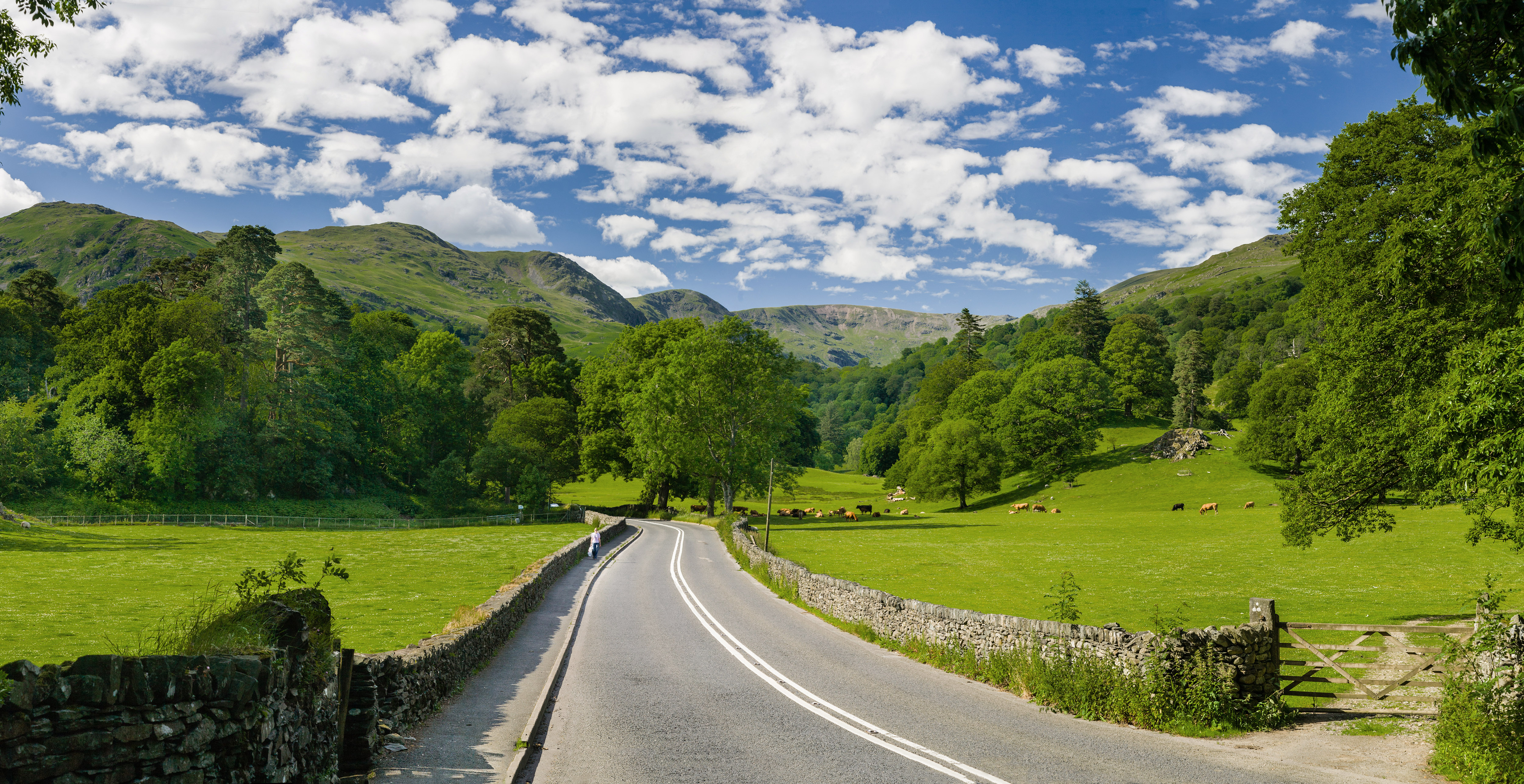
La A591, la quale collega Ambleside a Grasmere

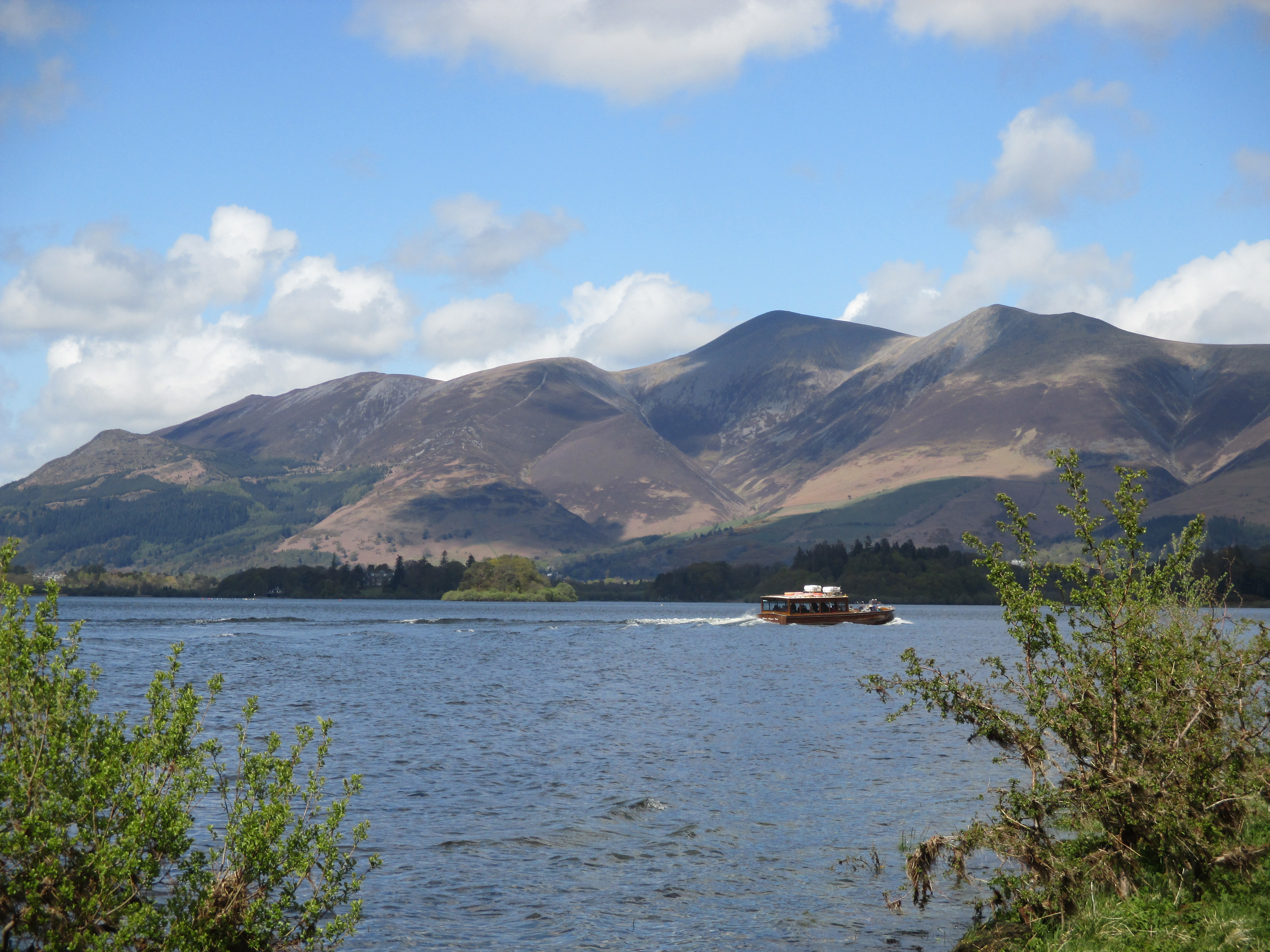
Skiddaw

Nell'area nord-occidentale si trovano le valli Borrowdale e Buttermere, con l'Honister Pass che le unisce. Questa area comprende le alture di Newlands (Dale Head, Robinson, Catbells) e il crinale che le unisce. A nord sorgono i monti Grasmoor, il Grisedale Pike e le colline attorno alla valle del Coledale, e nel lontano nord-ovest la Thornthwaite Forest e la cima del Lord's Seat. Le alture di questa zona sono ardesie dello Skiddaw, tondeggianti, con pochi laghetti e rare pareti di roccia viva.

### Ovest
La parte occidentale è la zona tra le valli Buttermere e Wasdale con il passo di Sty Head che forma l'apice di un grande triangolo. Il lago di Ennerdale taglia in due l'area, che comprende la cima High Stile a nord dell'Ennerdale, le Loweswater Fells più lontane a nord ovest, il gruppo del Pillar a sud-ovest, e il monte Great Gable 899 m (2 949 ft), vicino al passo di Sty Head. Tra le altre cime il Seatallan, l'Haystacks e il Kirk Fell. Questa zona è rocciosa e scoscesa, con il picco imponente del Pillar Rock che ne è il fiore all'occhiello. Sempre in questa zona si trova il lago Wastwater, il più profondo dell'Inghilterra. Risalendo lungo le valli occidentali di Wasdale c'è lo Scafell Pike, la montagna più alta d'Inghilterra.

### Centro
La parte centrale è la più bassa come altitudine. Ha la forma di un lungo stivale con la punta sul colle Loughrigg Fell, circa tre chilometri a ovest del paese di Ambleside, popolare destinazione turistica, a Keswick con il lago Derwent Water, a ovest, e il bacino artificiale di Thirlmere a est. Il gruppo di cime del Langdale Pikes, con l'High Raise dietro di loro, sono mete caratteristiche per gli appassionati di escursioni. La dorsale centrale che corre a nord lungo le montagne High Seat è eccezionalmente paludosa.

### Est
La zona orientale è costituita da una lunga cresta da nord a sud, la Helvellyn range, che si estende tra i colli Clough Head a nord e Seat Sandal a sud, con al centro la cima più alta (950 m (3 117 ft)) dell'Helvellyn. Il versante occidentale di queste alture tende ad essere erboso, con circhi glaciali rocciosi e falesie sul lato orientale. Il gruppo di colline del Fairfield si trova a sud della catena e forma una struttura simile con imponenti pareti rocciose e valli nascoste che sboccano nella vallata di Patterdale. Culmina nella cima Red Screes che si affaccia sul valico Kirkstone Pass.

### Estremo est
Le colline più ad oriente si trovano sull'altro lato di Patterdale e sono caratterizzate da versanti ripidi che portano ad una grande altopiano di brughiera, disposto su un asse nord-sud. La cima di High Street è il punto più alto del crinale, che domina la valle nascosta di Mardale e il lago artificiale di Haweswater. Nel sud di questa regione sono le colline che si affacciano sulla valle di Kentmere, e ad est è Shap Fell, una vasta area che è più simile ai Monti Pennini che al resto del Lake District, coperta da alta e piatta brughiera.

### Medio ovest
La metà occidentale delle colline formano una figura triangolare, con agli angoli il Mare d'Irlanda, Borrowdale e Langdale. Comprende i ghiaioni Wastwater che si affacciano sulla valle di Wasdale, la catena di Glaramara che si affaccia sulla valle Borrowdale, le tre cime di Crinkle Crags, Bowfell e Esk Pike che si affacciano sulla valle Langdale e lo Scafell Pike al centro, che con 978 m (3 209 ft) è la più alta vetta in Inghilterra. Lo Sca Fell, un miglio (1,6 km) a sud-ovest, è leggermente più basso, ma ha una parete di roccia a nord di 210 m (689 ft), lo Scafell Crag. La valle di Eskdale penetra in questo deserto montano. Queste montagne sono le più dure e scoscese, e di conseguenza si avanza più lentamente tra i massi caduti di granito.

### Sud ovest
Le colline a sud-ovest hanno come confine settentrionale i passi di Hardknott e Wrynose. Questi sono particolarmente stretti e ripidi, con stretti tornanti. le alture di Fells Furness (chiamate Coniston Fells dagli escursionisti) stanno tra il villaggio di Coniston e la Duddon Valley, che corre tra nord-est e sud-ovest attraverso il centro della zona. Sul lato ovest della valle di Duddon si trovano da nord a sud: il monte Harter Fell, la lunga cresta che porta al colle Whitfell, il monte Black Combe e il mare. Il sud di questa regione è costituito da boschi e colline più basse, con la brughiera di Kirkby Moor sul confine meridionale del Lake District e oltre. Il sud-ovest del Lake District finisce vicino alla penisola di Furness, dove si trova il secondo grande insediamento della Cumbria, Barrow-in-Furness.

### Sud est
Il settore sud-orientale è il territorio compreso tra il lago Coniston Water, il lago di Windermere e la zona ad est del lago. Non ci sono alte vette di questo gruppo, ma soprattutto basse colline, poggi e terreni sconnessi come la collina Gummer's How, Whitbarrow (area di interesse geologico) e la collina di Top o' Selside. L'ampia distesa (24,47 km²) della Grizedale Forest si trova tra i due laghi. La città di mercato di Kendal e la Morecambe Bay segnano i confini di questa zona.

### Le 25 cime più alte
Le 25 vette più alte (descritte nella Pictorial Guides di Alfred Wainwright) sono:
1. Scafell Pike, 978 m (3 209 ft)
2. Scafell (o Sca Fell), 964 m (3 163 ft)
3. Helvellyn, 951 m (3.118 ft)
4. Skiddaw, 931 m (3.054 ft)
5. Great End, 910 m (2.986 ft)
6. Bowfell, 902 m (2.960 ft)
7. Great Gable, 899 m (2.949 ft)
8. Pillar 892 m (2.926 ft)
9. Nethermost Pike, 891 m (2.923 ft)
10. Catstycam, 889 m (2.917 ft)
11. Esk Pike, 885 m (2.903 ft)

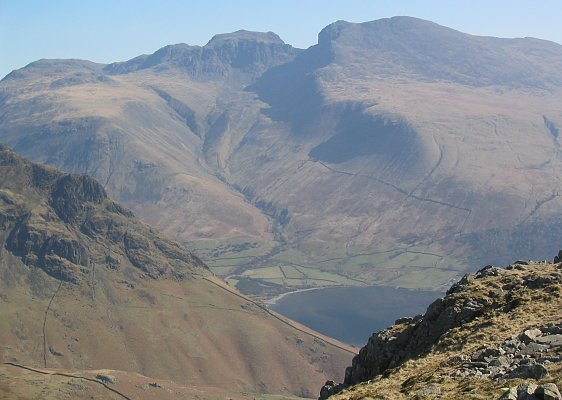
La mole imponente del massiccio Scafell, la più alta cima d'Inghilterra, vista al di là della valle di Wasdale.

12. Raise (Lake District), 883 m (2.896 ft)

Il massiccio dello Skiddaw, il paese Keswick e il lago Derwent Water visti dalla cima Walla Crag.

13. Fairfield, 873 m (2.863 ft)
14. Blencathra, 868 m (2.847 ft)
15. Skiddaw Little Man, 865 m (2.837 ft)
16. White Side, 863 m (2.831 ft) Il massiccio dello Skiddaw, il paese Keswick e il lago Derwent Water visti dalla cima Walla Crag.
17. Crinkle Crags 859 m (2.818 ft)
18. Dollywaggon Pike, 858 m (2.815 ft)
19. Great Dodd 857 m (2.807 ft)
20. Grasmoor, 852 m (2.795 ft)
21. Stybarrow Dodd, 843 m (2.772 ft)
22. St Sunday Crag 841 m (2.759 ft)
23. Scoat Fell, 841 m (2.759 ft)
24. Crag Hill, 839 m (2.753 ft)
25. High Street, 828 m (2.717 ft)

### Laghi

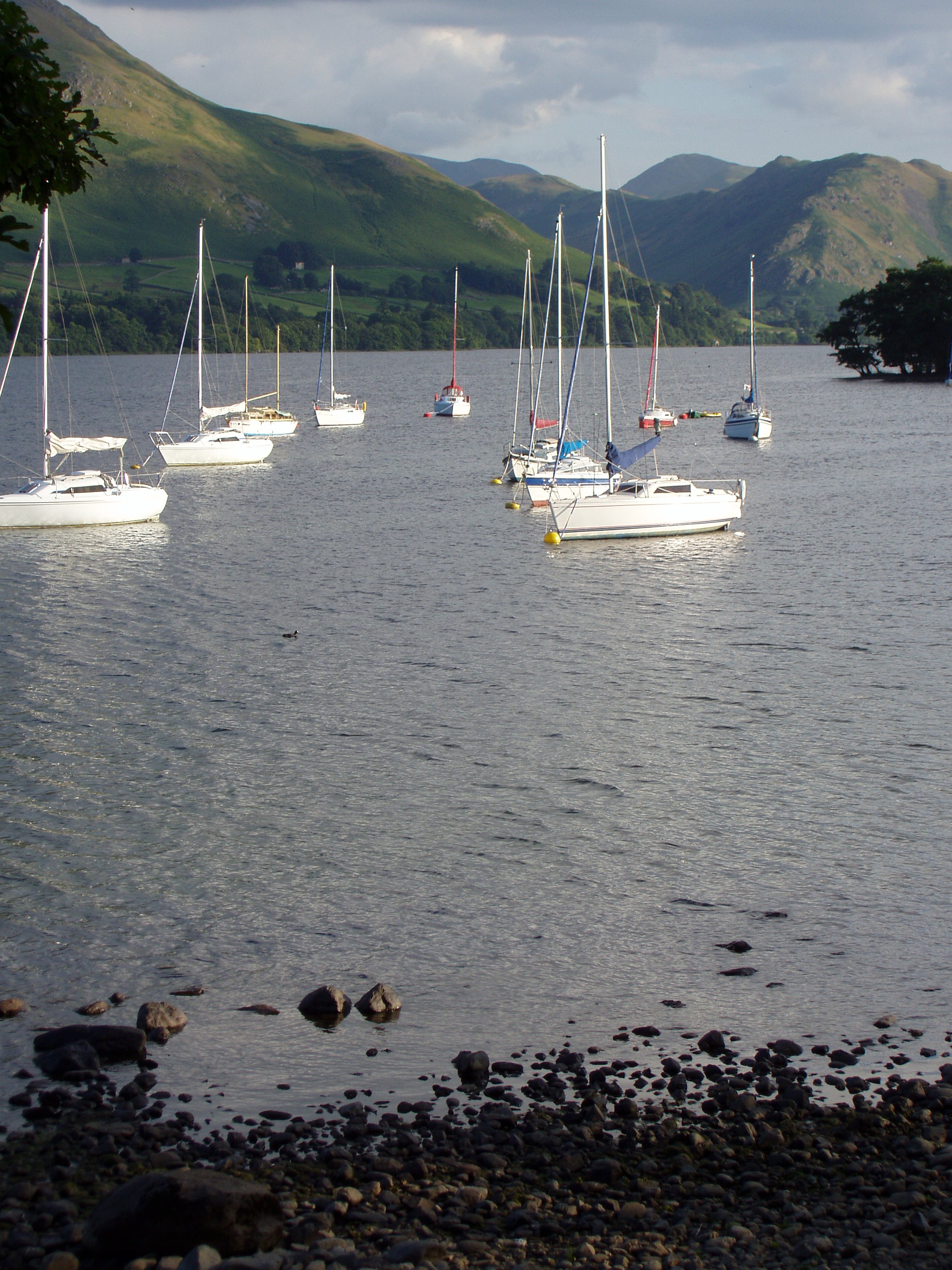
Barche sull'Ullswater.

Solo uno dei laghi nel Lake District è chiamato lake (lago), il Bassenthwaite Lake. Tutti gli altri, come Windermere, Coniston Water, Ullswater e Buttermere sono mere e water (mere è meno comune, water più comune).
I più grandi laghi e bacini nel Parco Nazionale sono riportati di seguito.
- Bassenthwaite Lake
- Brothers Water
- Buttermere
- Coniston Water
- Crummock Water
- Derwent Water
- Devoke Water
- Elter Water
- Ennerdale Water
- Esthwaite Water
- Grasmere
- Haweswater Reservoir
- Hayeswater
- Loweswater
- Rydal Water
- Thirlmere
- Ullswater
- Wast Water
- Windermere

## Geologia
La geologia del Lake District è molto complessa ma ben studiata. Le sue rocce più antiche sono le Skiddaw slate (ardesie di Skiddaw) e le rocce ignee di Borrowdale, risalenti al periodo Ordoviciano, 500 milioni di anni fa.
Le ardesie di Skiddaw si trovano nella parte settentrionale e probabilmente si erano depositate in mari poco profondi. Le rocce vulcaniche di Borrowdale sono più ampie e formano le vette più alte della regione, essendo resistenti agli agenti atmosferici. Successive intrusioni hanno formato singoli affioramenti di rocce ignee in entrambe queste serie. L'altro grande gruppo di rocce è il siluriano Windermere Supergroup composto di calcare che poggia su rocce vulcaniche. Molte serie minori sono presenti.
Nel Lake District sono presenti diversi tipi di roccia; ardesia sviluppata da sedimenti negli oceani e nei mari, eruzioni vulcaniche, calcare che si è formato dal deposito di crostacei morti e arenaria si creò nelle zone desertiche. Vari minerali si erano anche formati nelle articolazioni e difetti nel substrato roccioso.

## Clima
La posizione del Lake District sulla costa nord-ovest dell'Inghilterra, unita alla sua geografia montuosa, rende la zona la parte più umida dell'Inghilterra. Il servizio meteorologico del Regno Unito registra precipitazioni medie annuali di oltre 2 000 mm (80 in), ma con grandi variazioni a livello locale. Anche se l'intera regione è soggetta a precipitazioni al di sopra della media, c'è una grande differenza tra la quantità di pioggia rilevata nei laghi occidentali e in quelli orientali. Il Lake District ha precipitazioni da rilievo.
Il borgo di Seathwaite nel Borrowdale è il luogo più umido abitato in Inghilterra con una media di 3 300 mm (130 in) di pioggia all'anno, anche la vicina Sprinkling Tarn è umida, registrando 5 000 mm (200 in) di piogge all'anno; invece, Keswick, alla fine della valle Borrowdale, riceve 1 470 mm (60 in) all'anno, e Penrith (appena fuori dal Lake District) solo 870 mm (30 in) i mesi di ciclo tutti stanno a casa poca differenza tra i vari mesi.
Il Lake District è anche una regione ventosa, anche se le vallate più riparate sono soggette a forti venti mediamente per cinque giorni all'anno. Al contrario, le zone costiere hanno 20 giorni di burrasche, mentre la cime delle montagne possono avere 100 giorni di tempeste all'anno.
Nel Lake District il clima marittimo comporta variazioni di temperatura relativamente moderate nel corso dell'anno. La temperatura media nelle valli varia da circa 3 °C (37 °F) nel mese di gennaio a circa 15 °C (59 °F) nel mese di luglio. (A titolo di confronto, Mosca, alla stessa latitudine, ha temperature che variano da -10 °C a 19 °C (da 14 °F a 66 °F).
L'altezza relativamente bassa della maggior parte delle cime implica che, mentre le precipitazioni nevose sono scontate durante l'inverno, per il resto dell'anno la neve non costituisce un problema. Normalmente, nevicate significative si verificano solo tra novembre e aprile. In media, la neve cade sull'Helvellyn per 67 giorni l'anno. Nelle vallate tipicamente la neve cade per 20 giorni all'anno, 200 giorni sono di pioggia e le restanti 145 giornate sono asciutte.
La nebbia è comune in ogni periodo dell'anno, e le colline mediamente godono solo di circa 2,5 ore di sole al giorno, che salgono a circa 4,1 lungo le pianure costiere.

## Flora e fauna
La zona è sede di un'abbondante fauna selvatica, con alcune specie uniche in Inghilterra. È l'habitat dello scoiattolo e di colonie di drosera e pinguicula, due delle poche piante carnivore spontanee in Gran Bretagna. L'unica coppia di aquile reali in Inghilterra è stata avvistata nel Lake District. La femmina dell'aquila reale non è stata più scorta dal 2004, anche se il maschio è ancora presente.
Nei laghi vivono tre specie di pesci rare e minacciate di estinzione. Sono  varietà di coregone: il Coregonus vandesius (in inglese: vendace) che può essere trovato solo nel Bassenthwaite Lake e nel Derwent Water, il Coregonus stigmaticus (in inglese: shellynitacolt), che vive in Brothers Water, Haweswater, Red Tarn e Ullswater, e il salmerino alpino, che può essere trovato nei laghi Buttermere, Coniston Water, Crummock Water, Ennerdale Water, Haweswater, Loweswater, Thirlmere, Wast Water e Windermere.

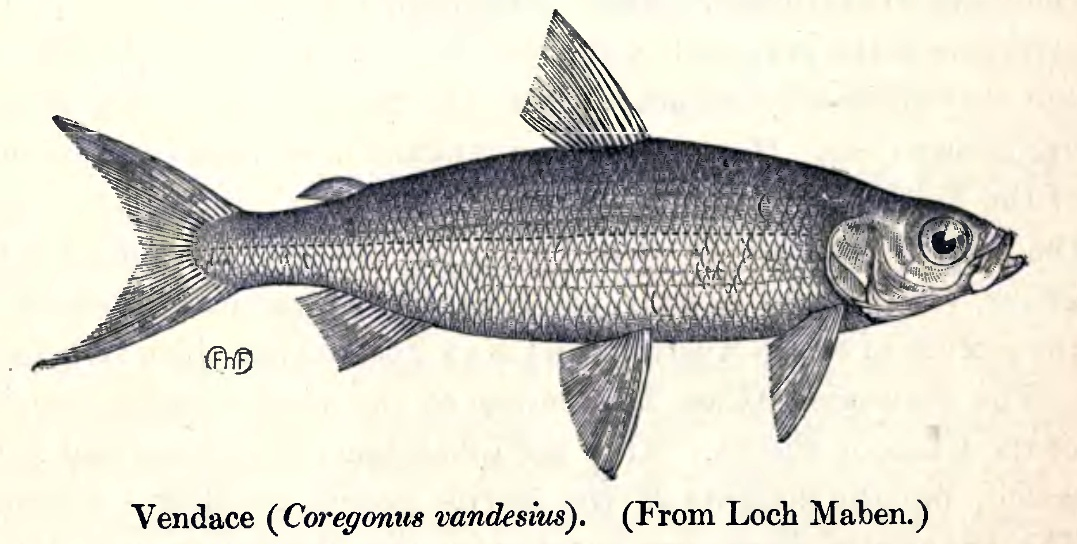
Il Coregonus vandesius è tra le specie più rare di pesci d'Inghilterra e si trova solo nel Lake District.

Negli ultimi anni, alcune importanti modifiche sono state apportate alle leggi di pesca che riguardano la regione nord-ovest dell'Inghilterra, per contribuire a proteggere alcune delle specie più rare. L'Agenzia per l'ambiente (Environment Agency) ha introdotto una nuova legge locale in relazione alla pesca, vietando l'uso di tutti i pesci d'acqua dolce come esca viva o morta in 14 dei laghi nel Lake District. Per i pescatori che non rispettano la nuova legge sono previste multe fino a 2.500 £ (sterline). La legge locale è stata introdotta il 26 luglio 2002. I quattordici laghi sono: Bassenthwaite Lake, Brothers Water, Buttermere, Coniston Water, Crummock Water, Derwent Water, Ennerdale Water, Haweswater, Loweswater, Red Tarn, Thirlmere, Ullswater, Wast Water e Windermere.
I laghi del Lake District non permettono la convivenza con tante specie di pesci come altri habitat simili nel sud del paese e altrove in Europa. Alcuni pesci che qui prosperano sarebbero particolarmente a rischio nel caso venissero introdotte nuove specie.
L'introduzione di pesci alloctoni può portare alla predazione della fauna ittica nativa o a competizioni per il cibo. C'è anche il rischio di introdurre nuove malattie, che possono ulteriormente minacciare le specie native. In alcuni casi, le varietà introdotte possono disturbare l'ambiente tanto da renderlo inadatto per pesci con particolari esigenze. Ad esempio, un problema importante è stato osservato con l'acerina. Questo pesce non nativo del luogo è stato ora introdotto in diversi laghi negli ultimi anni. È noto che l'acerina mangia le uova del Coregonus vandesius, che sono particolarmente vulnerabili a causa del loro lungo periodo di incubazione. Questo significa che possono essere vittime di predatori per un periodo di 120 giorni. Le uova di altri pesci, del rutilus ad esempio, sono a rischio solo per tre giorni.

## Industria e agricoltura

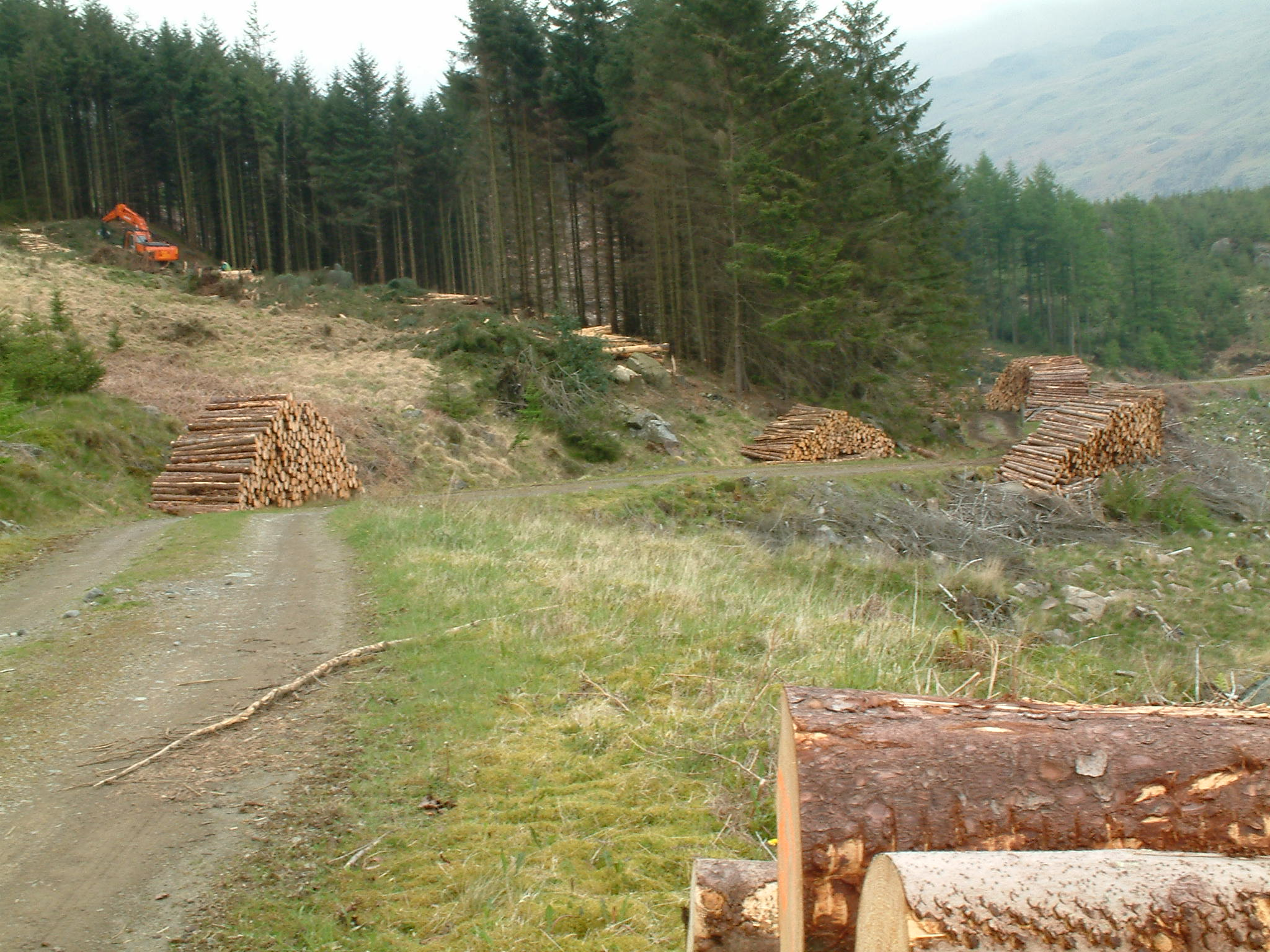
Lavori forestali sul monte Harter Fell (tra le valli Eskdale e Duddon).

In epoca neolitica il Lake District è stata una delle principali fonti di asce di pietra, esemplari delle quali sono state trovate tutta la Gran Bretagna. Il sito primario, sulle pendici del Langdale Pikes, è talvolta descritto come una "fabbrica di asce in pietra" di quella che gli archeologi chiamano l'"Industria d'asce della valle del Langdale".
Alcuni dei primi cerchi di pietre in Gran Bretagna sono collegati a questa industria.
Fin dai tempi dell'Impero romano, l'allevamento in particolare di pecore, è stata la principale industria della regione. La razza più strettamente connessa con la zona è la robusta Herdwick, erano comuni anche le pecore Rough Fell e Swaledale. L'allevamento ovino rimane importante sia per l'economia della regione che per preservare il paesaggio tanto apprezzato dai visitatori. Strutture come i muri a secco, per esempio, sono presenti per le necessità della pastorizia. In alcune regioni erano note le tecniche dell'insilamento e casearie. Ci sono estesi boschi di pini non-nativi.

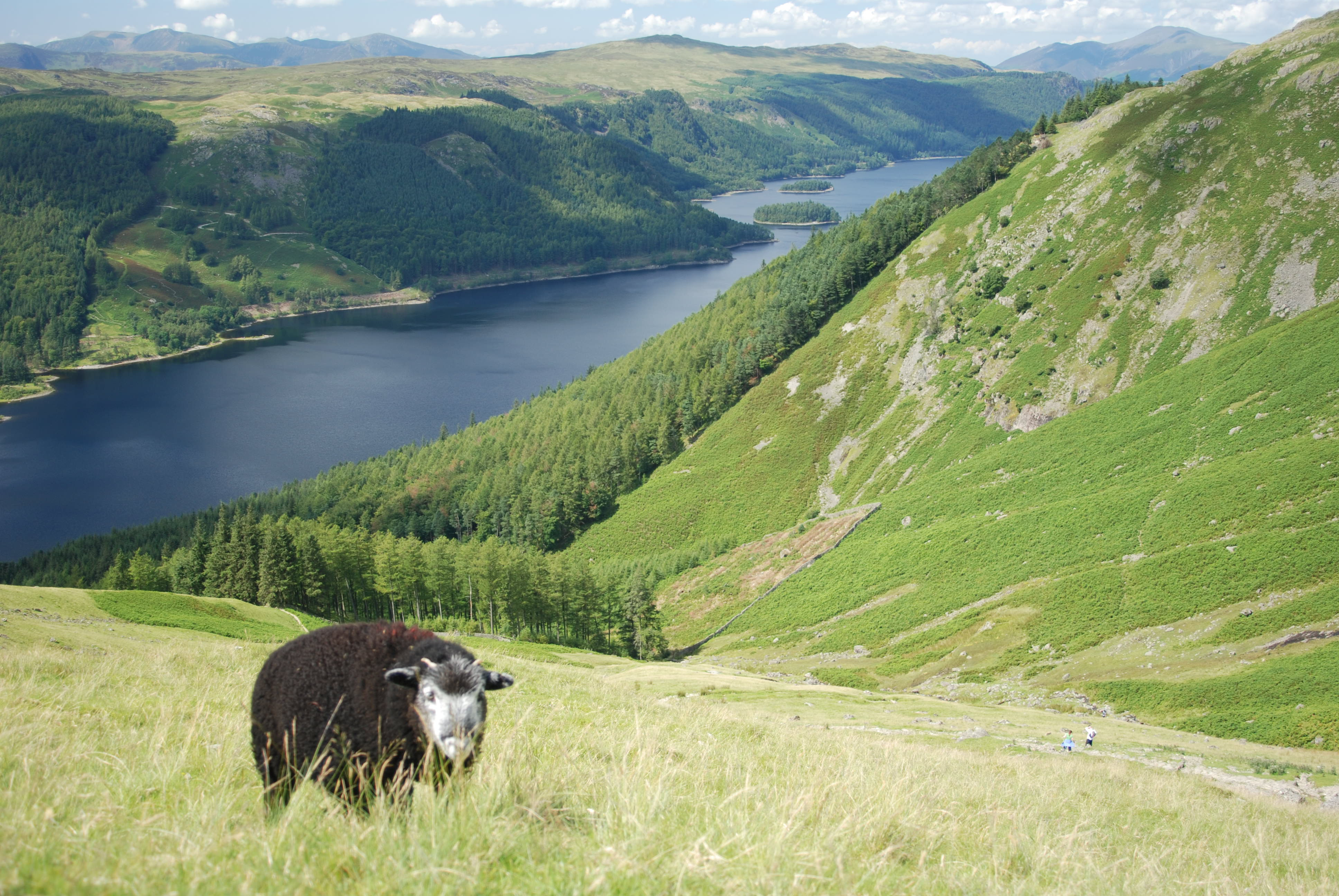
Una pecora della sottospecie Herdwick con il lago Thirlmere sullo sfondo.

La zona è stata duramente colpita dalla epidemia di afta epizootica che si diffuse in tutto il Regno Unito nel 2001. Migliaia di pecore al pascolo in tutto il Lake District, furono abbattute. Il loro massiccio rimpiazzo comportò problemi: molte delle pecore perse erano addestrate, cioè riconoscevano i pascoli non recintati e non si smarrivano, e questa conoscenza veniva tramandata tra le generazioni. Con tutte le pecore perdute in una volta, questa conoscenza dovette essere riappresa e alcuni pascoli di montagna vennero prudentemente circondati di recinti elettrici per cinque anni, per consentire agli ovini di "reimparare".
Miniere di rame, piombo (spesso associata a quantità di argento), barite, grafite e ardesia, sono state storicamente grandi industrie della Lakeland, soprattutto dal XVI al XIX secolo. I boschi cedui sono stati utilizzati ampiamente per fornire carbone per le fonderie. Alcuni estrazioni avvengono ancora oggi, per esempio l'ardesia dalle Honister Mines nella parte superiore dell'Honister Pass. 
Impianti minerari abbandonati si trovano tra le montagne del distretto.

La grafite ha portato allo sviluppo dell'industria della produzione di matite, in particolare intorno a Keswick.
A metà del XIX secolo, metà delle forniture di bobine per l'industria tessile mondiale provenivano dalla zona di Lake District. Nel corso del secolo passato, tuttavia, il turismo è cresciuto rapidamente fino a diventare la principale fonte di reddito della zona.

## Sviluppo del turismo
Tra i primi visitatori del Lake District, che viaggiavano per scopi culturali e per il piacere del viaggio, si ricorda Celia Fiennes, che nel 1698 intraprese un viaggio attraverso l'Inghilterra, anche a cavallo attraverso Kendal e oltre il passo di Kirkstone fino al villaggio di Patterdale. Le sue esperienze e impressioni furono pubblicate nel suo libro Great Journey to Newcastle and Cornwall:
(The Journeys of Celia Fiennes (1698 circa))
Nel 1724, Daniel Defoe pubblicò il primo volume di A Tour Thro' the Whole Island of Great Britain dove raccontò che la contea del Westmorland era:
(Defoe, A tour thro' the whole island of Great Britain, p. 258)
Verso la fine del XVIII secolo, la zona è diventata sempre più popolare tra i turisti. Questo fu causato in parte dalle guerre nell'Europa continentale, dove era quindi limitata la possibilità di viaggiare.

Nel 1778 Padre Thomas West scrisse A Guide to the Lakes, che iniziò l'era del turismo moderno.

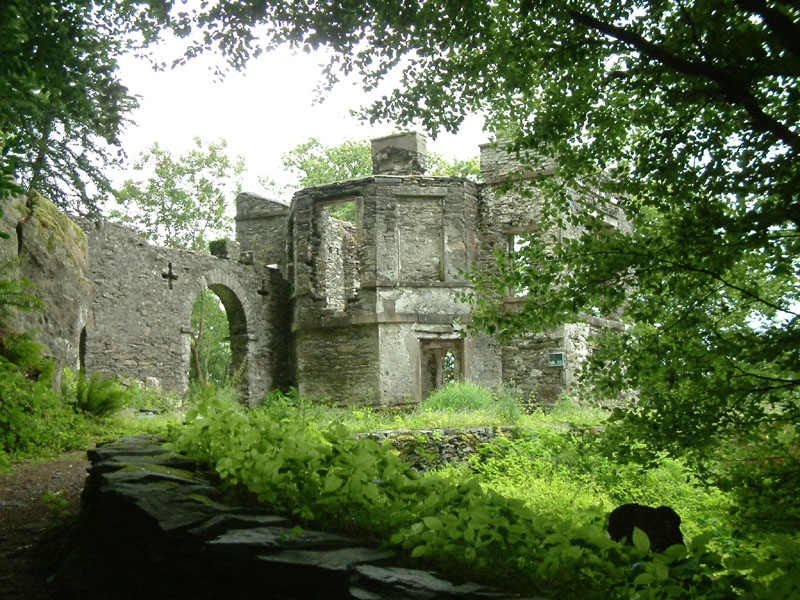
Claife Station sulla riva occidentale del lago Windermere.

West elencò delle "stazioni", punti panoramici dove i turisti potevano godere delle migliori vedute, incoraggiandoli ad apprezzare le qualità formali del paesaggio e a coglierne i valori estetici. A questo scopo in alcune di queste stazioni furono costruiti degli edifici. I resti della Claife Station (sulla sponda occidentale del lago Windermere sotto le alture Claife Heights), si possono visitare ancora oggi.
William Wordsworth pubblicò la sua Guide to the Lakes nel 1810, e nel 1835 era arrivato alla sua quinta edizione, ora chiamata A Guide through the District of the Lakes in the North of England. Questo libro è stato particolarmente determinante nella divulgazione della regione. La valle favorita di Wordsworth era la valle Dunnerdale (o Duddon Valley) annidata nel sud-ovest del Lake District.
La ferrovia ha portato ad un'ulteriore espansione nel turismo. La Kendal and Windermere Railway fu la prima ferrovia ad addentrarsi nel Lake District, raggiungendo Kendal nel 1846 e Windermere nel 1847.
La linea di Coniston fu aperta nel 1848 (anche se fino al 1857 questa era collegata alla rete nazionale solo con traghetti tra Fleetwood e Barrow-in-Furness); la linea da Penrith attraverso Keswick a Cockermouth è del 1865 e la linea di Lakeside, ai piedi del Windermere, risale al 1869. La ferrovia, costruita per favorire l'industria tradizionale, ha portato con sé un enorme aumento del numero dei visitatori, contribuendo così alla crescita del settore del turismo. I servizi ferroviari sono stati integrati con battelli a vapore sui laghi più importanti di Ullswater, Windermere, Coniston Water e Derwent Water.
La crescita del numero di turisti ha continuato nell'era dei mezzi a motore, quando le ferrovie hanno cominciato ad essere chiuse o a essere ridimensionate. La formazione del Lake District National Park, nel 1951 ha riconosciuto la necessità di proteggere l'ambiente da un eccessivo sfruttamento commerciale o industriale, preservando quello che i visitatori vengono a vedere, senza alcuna restrizione alla circolazione delle persone in entrata e in tutta la regione. La Motorway M6, passando lungo il lato orientale del Lake District, ha contribuito a portarvi il traffico. Le strade strette rappresentano una sfida per il flusso dei veicoli e dagli anni sessanta alcune zone sono diventate molto congestionate.
Mentre strade e ferrovie fornivano un più facile accesso alla zona, molte persone sono state attratte nella regione dalla pubblicazione della guida in più volumi Pictorial Guide to the Lakeland Fells di Alfred Wainwright. Pubblicati la prima volta tra il 1952 e il 1965, questi libri hanno fornito informazioni dettagliate su 214 vette in tutta la regione, con mappe e panorami accuratamente disegnati a mano, ma anche storie e digressioni che aggiungono vivacità alla narrazione. Essi sono ancora usati da molti visitatori come guide per le escursioni a piedi, con l'obiettivo finale di collezionare la lista completa delle Wainwrights (le 214 cime elencate da Wainwright). Le guide famose sono in fase di revisione da parte di Chris Jesty per riflettere i cambiamenti, soprattutto nelle vie di accesso a valli e sentieri.
Dai primi anni sessanta, la direzione del Parco Nazionale ha assunto dei guardaparco per far fronte al turismo in aumento; il primo è stato John Wyatt, in seguito divenuto anche autore di numerose pubblicazioni sulla regione. Due anni dopo fu affiancato da un secondo ranger, e da allora il loro numero è via via aumentato.
Il Lake District viene associato anche alla scrittrice Beatrix Potter. Molti turisti visitano la sua casa di famiglia e particolarmente numerosi sono quelli che provengono dal Giappone.

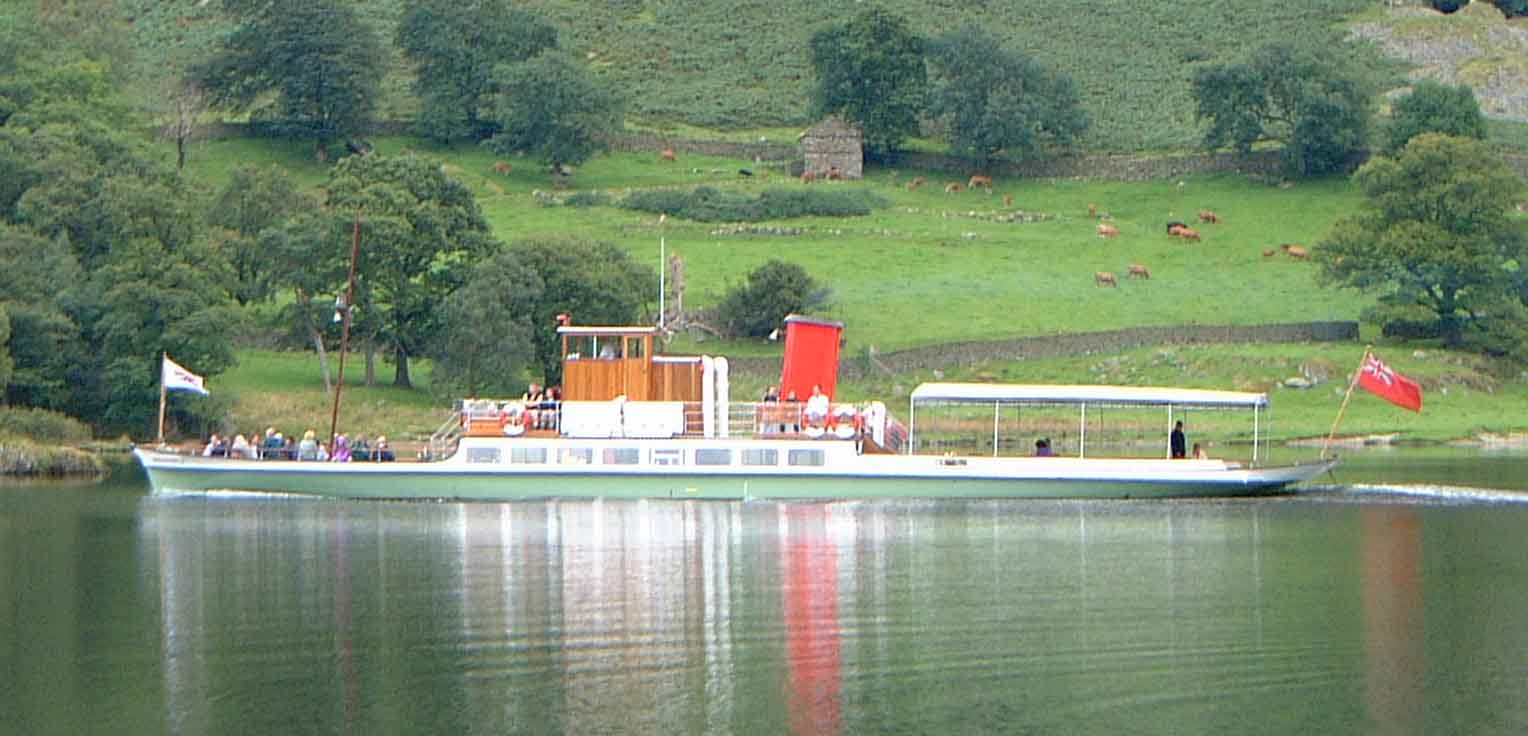
Un piroscafo sull'Ullswater.

Il turismo è ormai diventato la principale industria del parco, con circa 14 milioni di visitatori ogni anno,
la maggior parte proveniente dai maggiori centri del Regno Unito, Cina, Giappone, Spagna, Germania e Stati Uniti.
I piroscafi del lago Windermere sono la maggiore attrazione turistica popolare a pagamento della Cumbria, con circa 1,35 milioni di clienti ogni anno, e l'economia locale è ormai subordinata al turismo. Si è visto però che questo ha anche un impatto negativo. L'erosione del suolo, causato dalle camminate, ora è un problema rilevante, con milioni di sterline spesi per salvaguardare i percorsi più utilizzati. Nel 2006, due Centri di Informazioni Turistiche nel Parco Nazionale sono stati chiusi.
Il turismo culturale sta diventando una parte sempre più importante dell'industria turistica. I legami del Lake District con un gran numero di artisti e scrittori e la sua consolidata consuetudine di offrire spettacoli teatrali estivi nel vecchio Blue Box of Century Theatre sono forti attrattive per i turisti. La tradizione del teatro è mantenuta da strutture come il Theatre by the Lake di Keswick,
con la sua stagione estiva di sei opere in repertorio, le produzioni di Natale e Pasqua e le numerose manifestazioni di letteratura, cinema, alpinismo, jazz e arti creative.

## Letteratura e arte
Il Lake District è intimamente legato alla letteratura inglese del settecento e dell'ottocento. Thomas Gray fu il primo a portare l'attenzione sulla regione, quando scrisse un diario del suo Grand Tour nel 1769, e poi William Wordsworth, le cui poesie sono state più famose e influenti. La poesia di Wordsworth "I Wandered Lonely as a Cloud", ispirata dalla vista dei narcisi in riva all'Ullswater, rimane uno dei più famosi in lingua inglese. Degli ottanta anni della sua lunga vita, sessanta sono stati spesi tra i suoi laghi e montagne, prima come studente a Hawkshead e poi vivendo a Grasmere (1799-1813) e Rydal Mount (1813-1850). Wordsworth, Coleridge e Southey divennero noti come i Poeti laghisti (Lake Poets).
Il poeta e sua moglie sono sepolti nel cimitero di Grasmere e molto vicino a loro sono i resti di Hartley Coleridge (figlio del poeta Samuel Taylor Coleridge), anch'egli vissuto per molti anni a Keswick, Ambleside e Grasmere. Robert Southey, il Poeta Laureato e amico di Wordsworth, abitò a Keswick per quarant'anni (1803-1843) e fu sepolto nel cimitero di Crosthwaite. Samuel Taylor Coleridge visse per qualche tempo a Keswick, e anche con i coniugi Wordsworth a Grasmere. Dal 1807-1815 John Wilson visse a Windermere. De Quincey passò la maggior parte degli anni 1809-1828 a Grasmere, nella prima casa dove Wordsworth avevano abitato. Ambleside, o i suoi dintorni, fu anche il luogo di residenza sia di Thomas Arnold, che lì ha trascorso le vacanze negli ultimi dieci anni della sua vita, sia di Harriet Martineau, che si costruì una casa nel 1845. A Keswick, Lynn Linton (moglie di William James Linton) nacque nel 1822. Brantwood, una casa accanto a Coniston Water, era l'abitazione di John Ruskin durante gli ultimi anni della sua vita. Il suo collaboratore, W. G. Collingwood, scrittore, artista e antiquario abitava vicino, e ha scritto Thorstein of the Mere, ambientato nel periodo norreno.
In aggiunta a questi residenti o nativi del Lake District, vari altri poeti e scrittori visitarono al Lake District o erano legati da vincoli di amicizia con quelli già citati in precedenza. Questi includono Percy Bysshe Shelley, Walter Scott, Nathaniel Hawthorne, Arthur Hugh Clough, Henry Crabb Robinson, Thomas Carlyle, John Keats, Lord Tennyson, Matthew Arnold, Felicia Hemans e Gerald Massey.
Nel XX secolo, la scrittrice per bambini Beatrix Potter ha abitato nella Hill Top Farm, ambientando molti dei suoi famosi libri su Peter Rabbit nel Lake District. Dalla sua vita è stato tratto un film biografico, interpretato da Renée Zellweger e Ewan McGregor. Arthur Ransome ha vissuto in diversi luoghi del Lake District, e ambientò diversi dei suoi libri della serie Swallows and Amazons, pubblicati tra il 1930 e il 1947, in un Lake District romanzato. Così fece anche Geoffrey Trease con i suoi cinque romanzi della serie Black Banner (1949-1956), a partire da No Boats on Bannermere .
Il romanziere Hugh Walpole visse nella ampia abitazione chiamata Brackenburn, sulle pendici del monte Catbells prospiciente il lago Derwent Water dal 1924 fino alla sua morte nel 1941. Mentre viveva nella Brackenburn scrisse The Herries Chronicle, serie che narra le vicende di oltre due secoli di una famiglia immaginaria della Cumbria.
Il noto scrittore e poeta Norman Nicholson, originario del sud-ovest del Lake District, raccontò le vicende nel ventesimo secolo della città dove visse, Millom. Era conosciuto come l'ultimo dei Poeti laghisti e gli fu concessa l'onorificenza dell'Ordine dell'Impero Britannico.
Lo scrittore e autore Melvyn Bragg ha ambientato nel Lake District alcuni dei suoi lavori, come il romanzo "A time to dance", poi trasformato in una fiction televisiva.
Il Lake District è lo scenario di romanzi polizieschi di Reginald Hill, Val McDermid e Kenneth Martin Edwards.
Il regista Ken Russell viveva nella zona di Keswick/Borrowdale fino al 2007
e vi ha ambientato scene di alcuni film, come Tommy e Mahler.
Alcuni studiosi delle leggende di Re Artù e del Graal, identificano nel Lake District il regno di Listeneise (o Listenoise).
L'ex Keswick School of Industrial Art (chiusa nel 1984) a Keswick è stata fondata nel 1884 da Canon Rawnsley, un amico di John Ruskin.
Un tributo a questo distretto è stato offerto anche dalla cantante Taylor Swift nella canzone "The lakes" presente nella versione deluxe del suo pluripremiato album Folklore, rilasciato il 18 Agosto 2020. La cantautrice si ispira all'immagine poetica della zona e al suo collegamento con i poeti. 

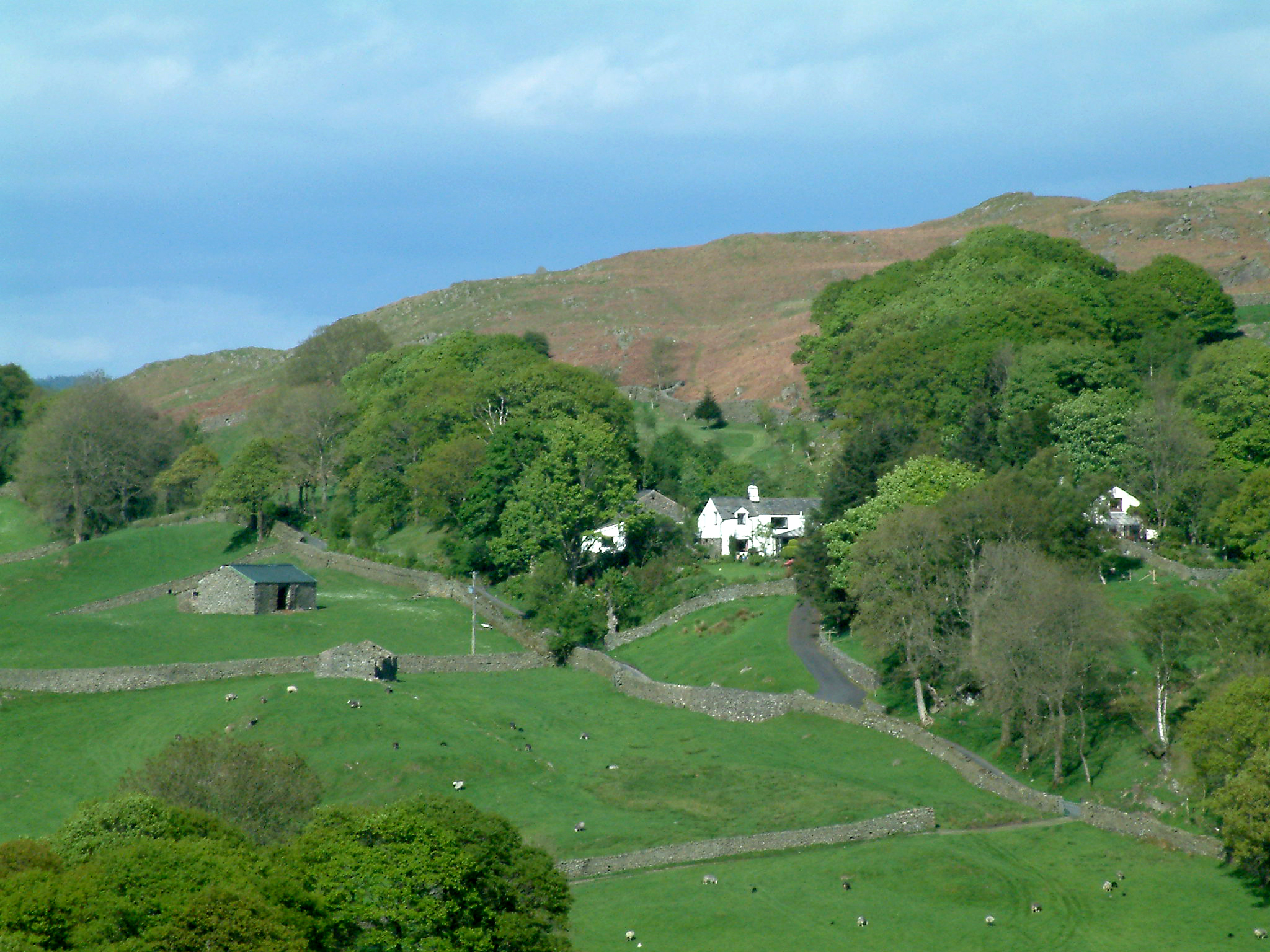
Una tipica scena del Lake District.

## Terminologia
Un certo numero di parole e frasi sono locali al Lake District e fanno parte del dialetto della Cumbria anche se molte sono condivise da altri dialetti settentrionali. Tra queste:
- fell - dal norreno fjallr, portato in Inghilterra dagli invasori vichinghi e vicino al moderno norvegese Fjell e svedese Fjäll; significa montagna.
- howe - nome locale del norreno antico haugr; significa collina, poggio o montagnola.
- tarn - dal norreno antico e norvegese tjærn; indica un piccolo lago situato in un circo glaciale ma localmente è usata per qualsiasi piccola pozza d'acqua.
- Yan Tan Tethera - nome di un sistema di conteggio delle pecore che era tradizionalmente usato nel Lake District. Anche se ormai raro, è ancora usato da alcuni ed è insegnato nelle scuole locali.
- heaf - (è una variante di heft); indica il "territorio di dimora" di un gregge di pecore.